# Cruce Varela
El Cruce Varela es una zona compartida entre los partidos de Florencio Varela y Berazategui, en el encuentro de las rutas provinciales 36 y 14, en la zona sur del Gran Buenos Aires, Argentina.

## Nombre
El nombre de la zona se debe al cruce de las rutas 36 (Avenida Calchaquí) y 14 (Camino General Belgrano).
Además, es el cruce desde el Partido de Berazategui al de Florencio Varela.
A principios de la década de 1970 se construyó un distribuidor con un puente sobre la superposición de éstas rutas, en el límite entre los partidos de Florencio Varela y Berazategui.

## Descripción
Este lugar cuenta con varios locales comerciales de bienes y servicios, mayormente ubicados sobre las avenidas Calchaquí, Camino General Belgrano (sólo el tramo de Florencio Varela) e Hipólito Yrigoyen.
También posee una delegación municipal (ubicada en Florencio Varela), una terminal de ómnibus de larga distancia, un registro civil, un Centro de Documentación Rápida (delegación del ReNaPer), la comisaría de la mujer de Florencio Varela, una biblioteca popular, la Universidad Arturo Jauretche, el Hospital El Cruce y el Honorable Consejo Deliberante de Florencio Varela, entre otras instituciones.

## Ubicación

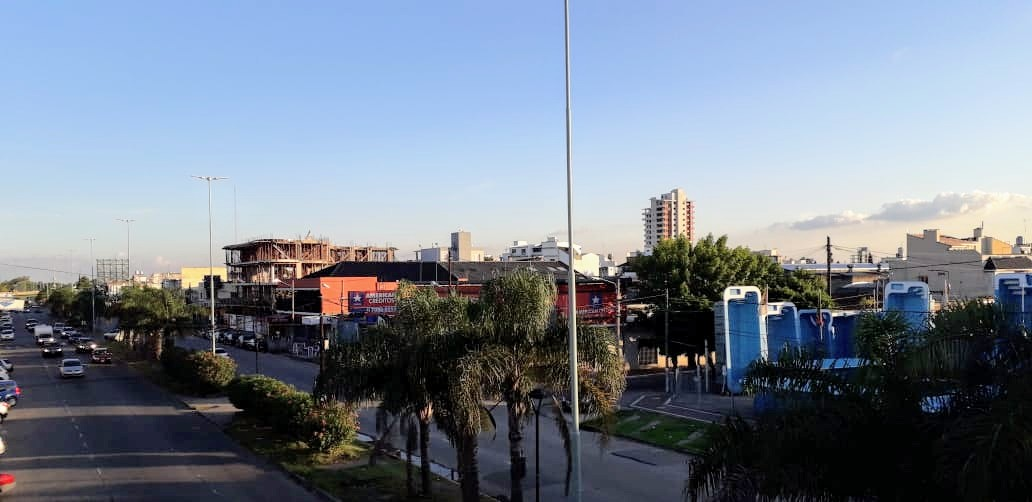
Panorama del Cruce Varela.

Al tener carácter de no oficial, su extensión puede variar, pero aproximadamente abarca la zona comprendida por los barrios "Altamira", "Martín Fierro", "López Romero" y "Presidente Sarmiento" de Florencio Varela y "San Carlos" y "Villa Los Quilmes" de Berazategui.
La Delegación Municipal Cruce Varela ubicada en la calle Alfonsina Storni al 1500 tiene jurisdicción sobre siete barrios: López Romero, Presidente Sarmiento, Gobernador Monteverde, Villa Cirio, Martin Fierro, San Emilio y Altamira.

## Educación
Entre las escuelas primarias y secundarias de esta zona podemos encontrar tanto de gestión privada como estatal.

### Nivel inicial
- Jardín de infantes "Acuarela" (Florencio Varela)
- Jardín de infantes "Colorín Colorado" (Florencio Varela)
- Jardín de infantes "María Montessori" (Berazategui)

### Nivel primario y secundario
- Escuela N.º 4 "Remedios de Escalada de San Martín" (Berazategui)
- Escuela N° 6 "Pte. Juan Domingo Perón" (Berazategui)
- Escuela N°13 "Almafuerte" (Florencio Varela)
- Colegio San Justino (Berazategui)
- Instituto Manuel Belgrano  (Florencio Varela)
- Escuela de Educación Especial "Ser Feliz" (Florencio Varela)

### Otros centros de enseñanza
- Universidad Maimónides (Florencio Varela)
- Centro universitario Siglo 21 (Florencio Varela)
- Centro de Formación Profesional "Cruce Sur" (Florencio Varela)
- Centro Educativo Terapéutico "Vínculos" (Florencio Varela)

### Universidad Nacional Arturo Jauretche

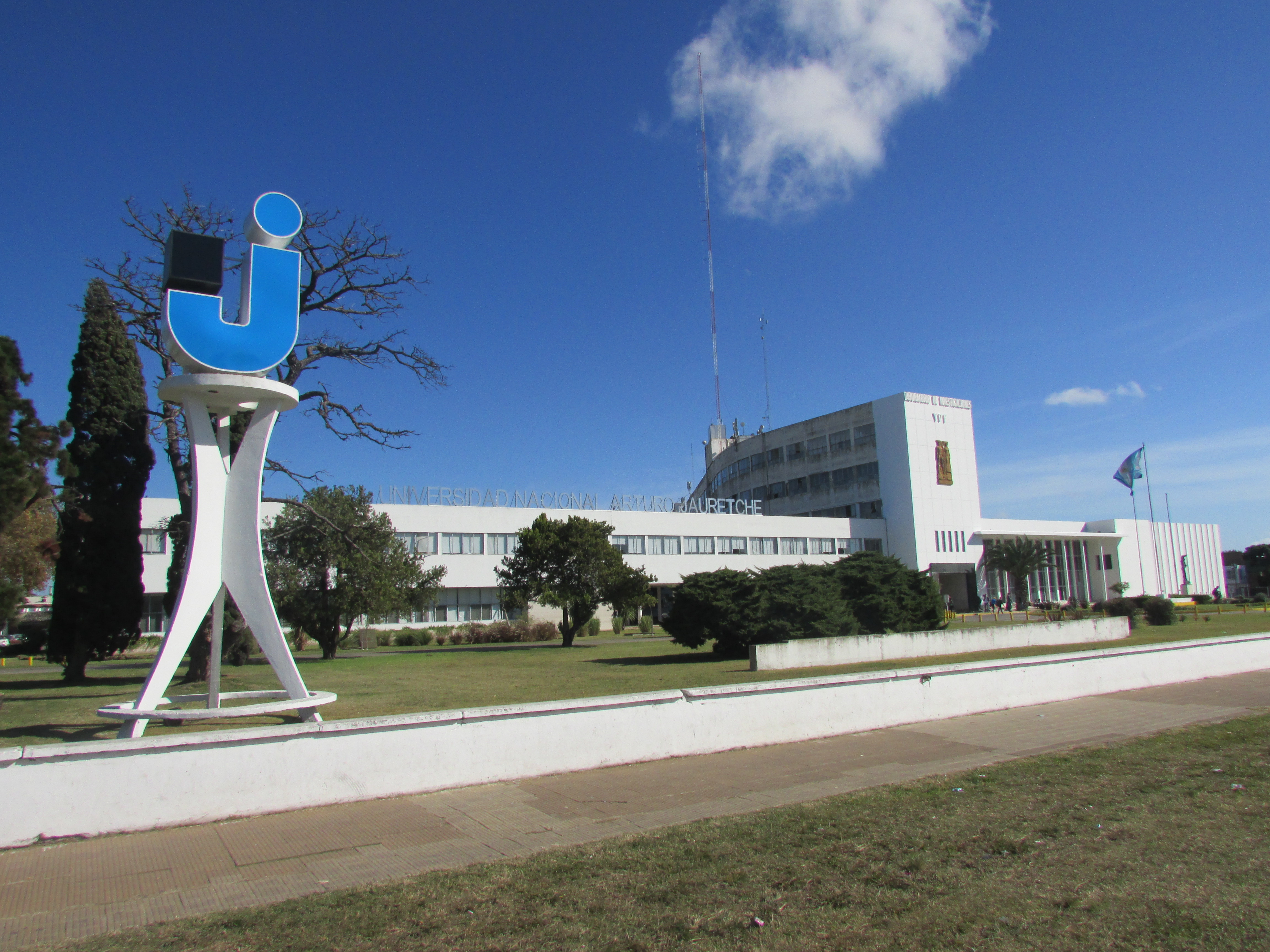
Frente del edificio principal de la UNAJ.

El campus de la UNAJ se encuentra en un amplio predio en el que funcionaron una vez los laboratorios de tecnologías y desarrollo de hidrocarburos de YPF. El edificio central se encuentra en la esquina de Avenida Calchaquí y Avenida del Trabajo. También se dictan clases en un anexo ubicado en el Hospital El Cruce, a unas pocas cuadras.
Su creación fue impulsada por el diputado Carlos Kunkel, autor del proyecto de creación de la Universidad en Florencio Varela, quien fundamentó la necesidad de creación de nuevas academias en la evolución de cada distrito.
Fue fundada por ley N.º 26.5761 el 29 de diciembre de 2009, e inaugurada el 17 de noviembre de 2010 por la entonces Presidenta de la Nación, Cristina Fernández.
En su primer ciclo lectivo en 2011, la UNAJ recibió un total de 3.049 inscripciones.
En 2015 la universidad superó la barrera de los 9.000 inscriptos, cifra que se mantuvo para 2016 y 2017. En 2018 la universidad contó con  20.747 estudiantes regulares.

## El Hospital El Cruce

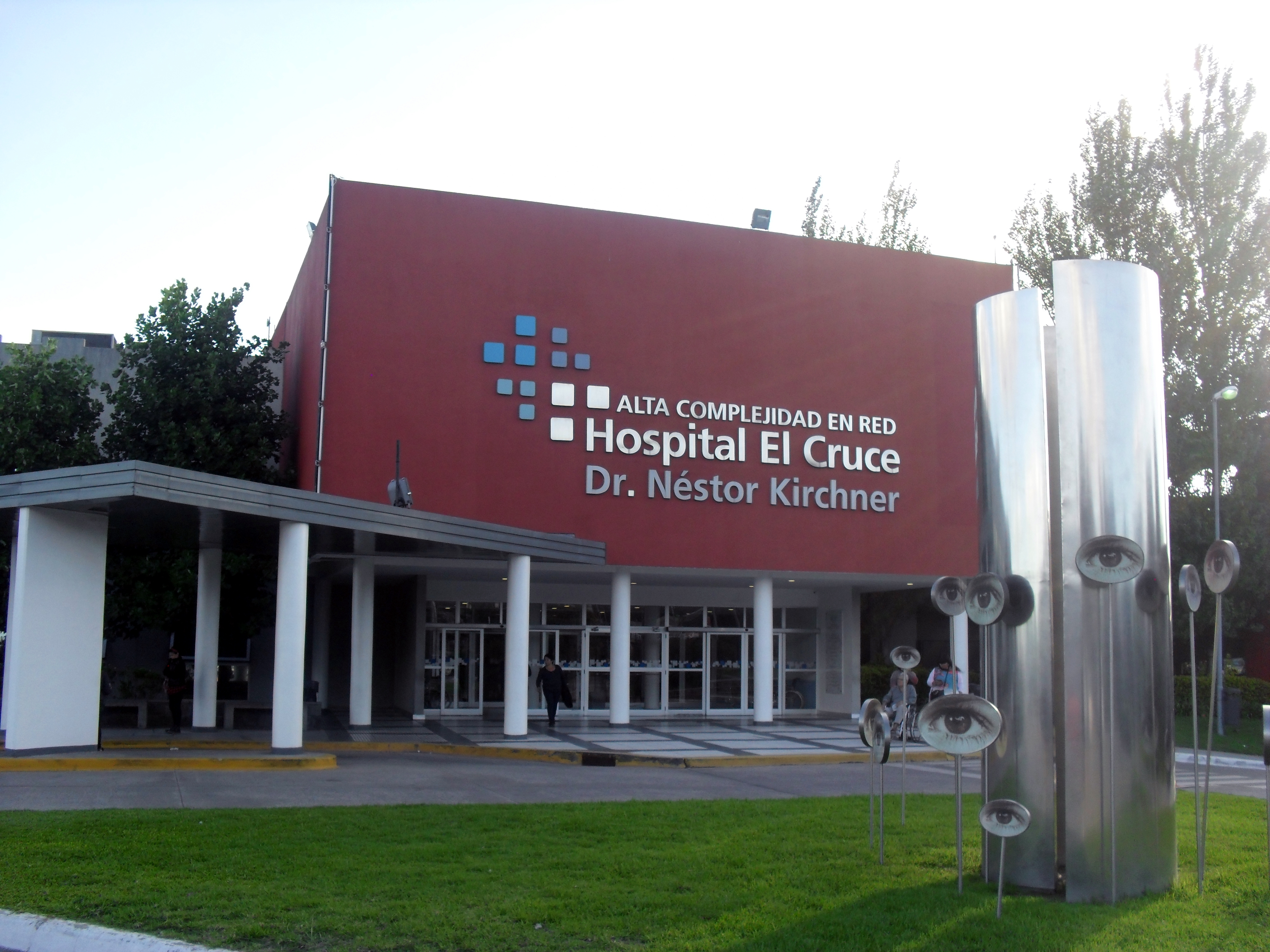
Hospital El Cruce

El Hospital El Cruce, Alta Complejidad en Red, se ubica en la manzana comprendida entre la Avenida Calchaquí y las calles Bombero Galarza, Lope de Vega y Necochea.
Surge como respuesta a la necesidad de los habitantes de Florencio Varela, Berazategui, Almirante Brown y Quilmes de acceder a una atención de mayor complejidad, que incluye entre otras cosas distintos estudios para diagnóstico e intervenciones quirúrgicas especializadas. 
Constituye un nodo de la red de salud de la región, integrada por los hospitales "Mi Pueblo" de Villa Vatteone; "Evita Pueblo" de Berazategui; "Arturo Oñativia" de Rafael Calzada; "Isidoro Iriarte" de Quilmes; el Hospital Subzonal Especializado Materno Infantil "Dr. Oller" de San Francisco Solano; el Hospital Zonal General de Agudos "Lucio Meléndez" de Adrogué; el Hospital Subzonal esp. en Rehabilitación Motriz "Dr. José María Jorge" de Burzaco y el Centro Integral de Salud, Diagnóstico y Rehabilitación "Julio Méndez" de Bernal.
Para acceder a la atención del hospital, es indispensable ser derivado de dichos hospitales en caso de requerir una mayor complejidad. Para esto se contará con un servicio de gestión de pacientes que coordinará los turnos de las diferentes especialidades.

## Paseo de la Memoria

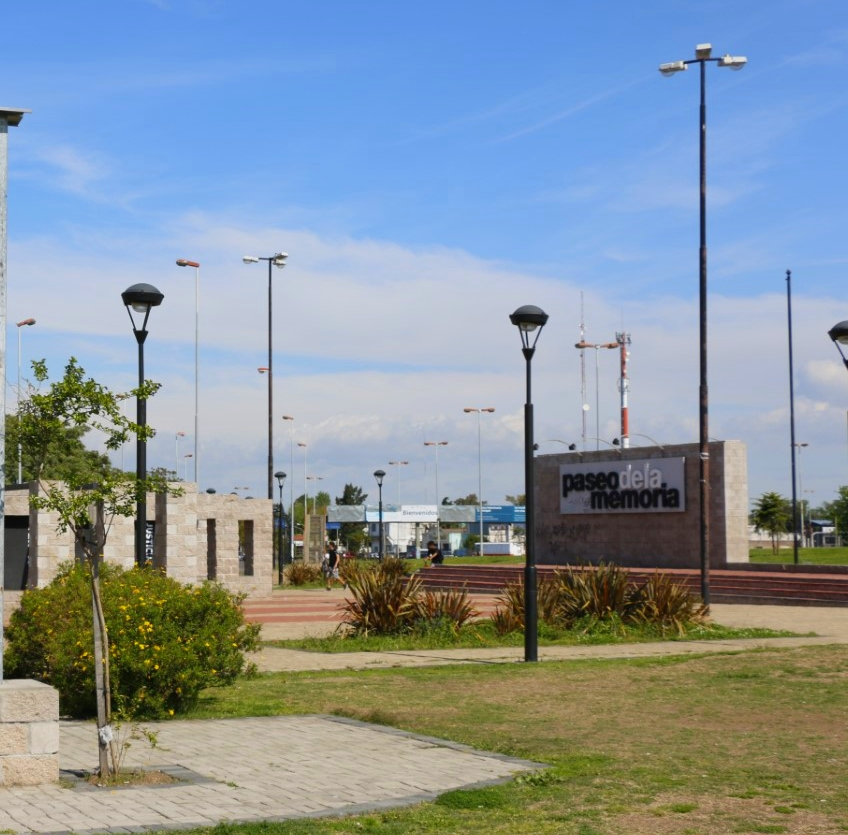
Paseo de la Memoria.

El Paseo de la Memoria es un espacio verde ubicado del lado correspondiente a Berazategui. Sus quince estaciones están en la calle 101, entre 10 y 7.
Fue inaugurado por la entonces presidenta, Cristina Fernández de Kirchner el 22 de marzo de 2013, en el marco de las jornadas por el Día de la Memoria, la Verdad y la Justicia.
La obra estuvo a cargo de Luis Alberto Palavecino y fue construida con fondos nacionales por personal del programa nacional Argentina Trabaja, de las cooperativas número 3, 4 y 6. En la misma se utilizaron bloques, herrería y ladrillos intertrabados elaborados en los polos de producción de Berazategui.
Mantenido por las cooperativas del programa nacional Argentina Trabaja -que se encargan de desforestar y limpiar el parque-, el lugar es elegido por familias de Berazategui y Florencio Varela para conocer la historia argentina y pasar tardes al aire libre, tomando mate y practicando actividades físicas. El predio está totalmente iluminado en horario nocturno, y la seguridad está a cargo del Municipio local.
Las quince estaciones del Paseo comprenden hechos trascendentales de la historia de nuestro país. La línea de tiempo empieza con la Semana Trágica (1919), continúa con la Patagonia Rebelde (1921), el derrocamiento de Yrigoyen (1930), el bombardeo de la Plaza de Mayo (1955), la resistencia peronista (1955-1973), la desaparición de Felipe Vallese (1962), la Noche de los Bastones Largos (1966), el Cordobazo (1969), la Masacre de Trelew (1972), el comienzo del Proceso de Reorganización Nacional y el golpe de Estado (1976), el secuestro de Rodolfo Walsh (1977), el rol de madres y abuelas de Plaza de Mayo (1977), la Guerra de Malvinas (1982), la década de los 90 y la llegada de la democracia (1983).
Actualmente el sector de Cultura de la Municipalidad de Berazategui ha realizado coloridas intervenciones sobre cada una de las estaciones, las cuales siguen mostrando distintos sucesos de la historia argentina.

## Transportes
El Cruce Varela es un importante nodo de transportes tanto para la gente que viaja hacia el resto del Partido de Florencio Varela, hacia distintos puntos del Gran Buenos Aires o también al interior del país.

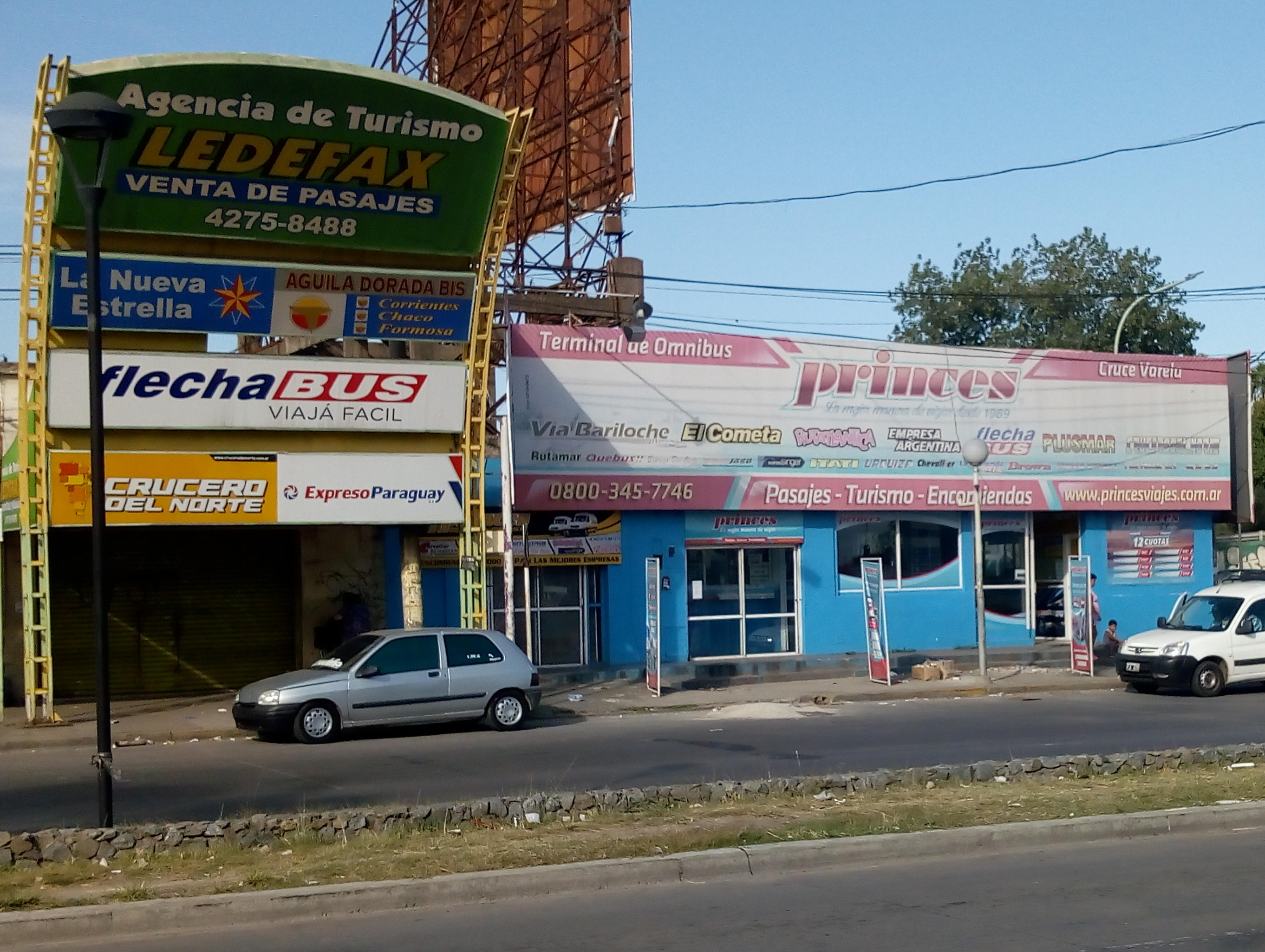
Terminal de ómnibus de larga distancia.

Cuenta con una popular terminal de ómnibus de larga distancia atendida por empresas como Flecha Bus, Chevallier, Crucero del Norte, Andesmar, Cóndor Estrella, etc.
Sobre ambas esquinas en la intersección de Avenida Calchaquí y Balcarce (lado Florencio Varela) / Calle 6 (lado Berazategui) hay paradas de taxis locales.
Actualmente, sobre la Avenida Calchaquí, desde la Avenida República de Francia hasta la calle Sargento Cabral (pasando enfrente del Hospital El Cruce y el predio de la UNAJ y el Consejo Deliberante de Florencio Varela), se encuentra el último tramo del Metrobús Calchaquí; el cual inicia en el Triángulo de Bernal y termina en el Cruce Varela. 

Las líneas de colectivo que recorren sus calles son:
- 79 (Empresa San Vicente S.A.T.): Plaza Constitución - Lanús - Lomas de Zamora - Burzaco - Florencio Varela.
- 98 (Expreso Quilmes S.A.): ramal 3 Plaza Miserere - Avellaneda - Bernal - Berazategui.
- 129 (Misión Buenos Aires): ramal 10 Plaza Miserere - Barrio Marítimo, ramal 14 Retiro - Florencio Varela, ramal 19 Plaza Miserere - Ingeniero Allan.
- 148 (El Nuevo Halcón S.A.): ramal C Plaza Constitución - Avellaneda - Quilmes Oeste - Florencio Varela - La Capilla.
- 159 (Micro Ómnibus Quilmes S.A.C.I.F.): ramal 1 x Mitre Correo Central - Cruce Varela, ramal 2 x Acceso Correo Central - Berazategui.
- 178 (La Colorada S.A.C.I.): ramales C roja, C verde y G Nueva Pompeya - Zeballos.
- 219 (Micro Ómnibus Quilmes S.A.C.I.F.): ramal 5 Cruce Varela - Quilmes.
- 324 (Micro Ómnibus Primera Junta S.A.): ramales 1, 2, 3, 4, 5, 9 y 16 Quilmes - Bosques - Ingeniero Juan Allan.
- 338 (Transporte Automotores La Plata S.A.): San Isidro - Morón - La Plata.
- 354 (Transporte Automotor Lanús Este S.A): ramal F: Cruce Varela - San Francisco Solano - Lanús - Puente Alsina.
- 383 (Transportes San Juan Bautista S.A.): Florencio Varela - Claypole.
- 403 (Empresa San Vicente S.A.T.): Florencio Varela - Lomas de Zamora.
- 500 (Transportes San Juan Bautista S.A.): Cruce Varela - Estación Florencio Varela. Sus ramales recorren varias localidades del partido.
- 502  (El Nuevo Halcón S.A.): "Hospital El Cruce" - Barrio San Francisco - La Capilla.
- 505 (La Colorada S.A.C.I.): "Hospital El Cruce" - Villa Santa Rosa.
- 584 (Micro Ómnibus Quilmes S.A.C.I.F.): Bernal - Quilmes - Ezpeleta - Cruce Varela.
- 603 (Micro Ómnibus Quilmes S.A.C.I.F.): Cruce Varela - Berazategui - Hudson.
- 619 (Micro Ómnibus Quilmes S.A.C.I.F.): Cruce Varela - Berazategui - Hudson - El Pato.

## Parroquias de la Iglesia católica
| Diócesis  | Diócesis de Quilmes                       |
| --------- | ----------------------------------------- |
| Parroquia | Parroquia Virgen de la Divina Providencia |

## Galería

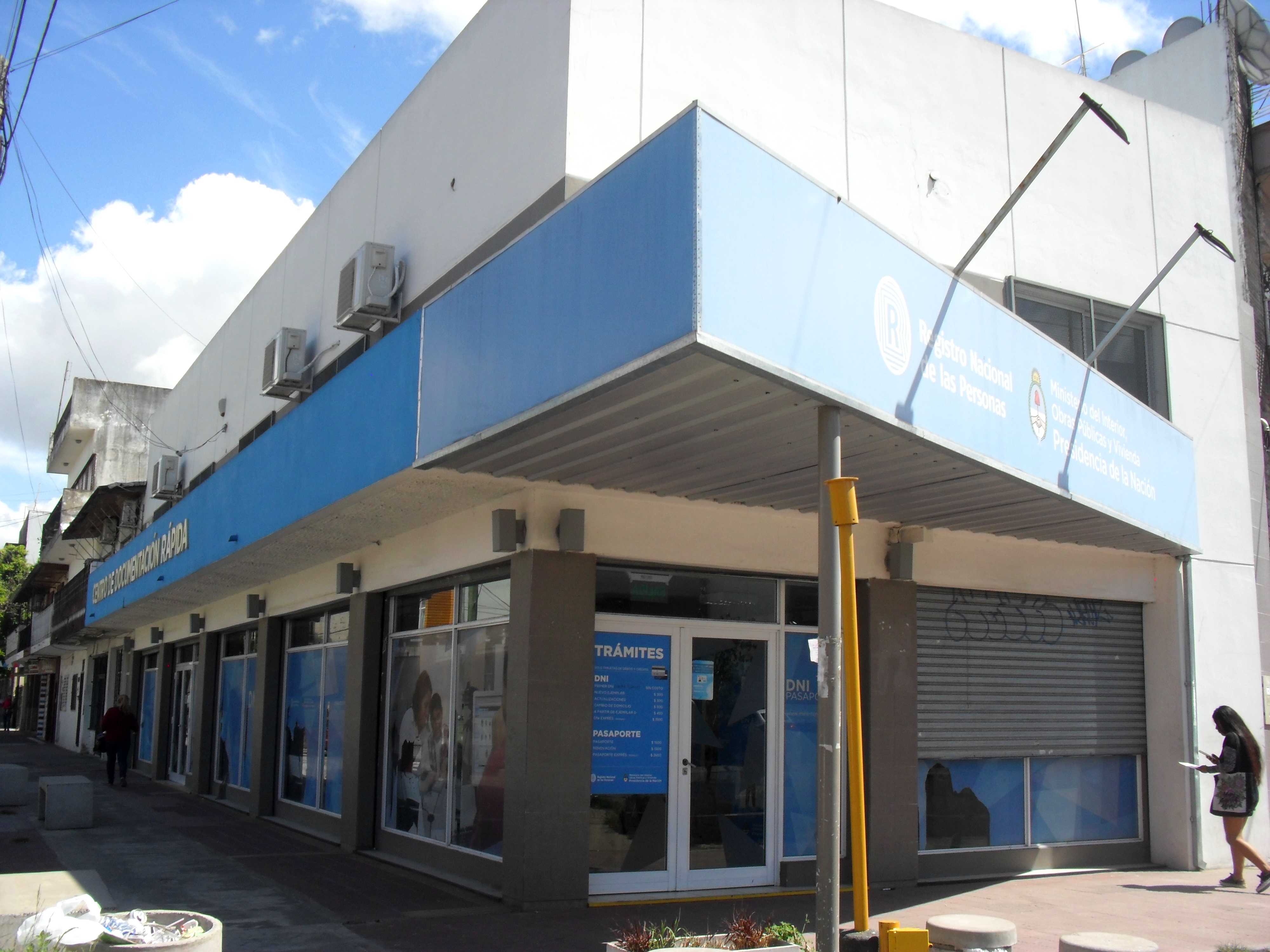
Centro de Documentación Rápida del ReNaPer.
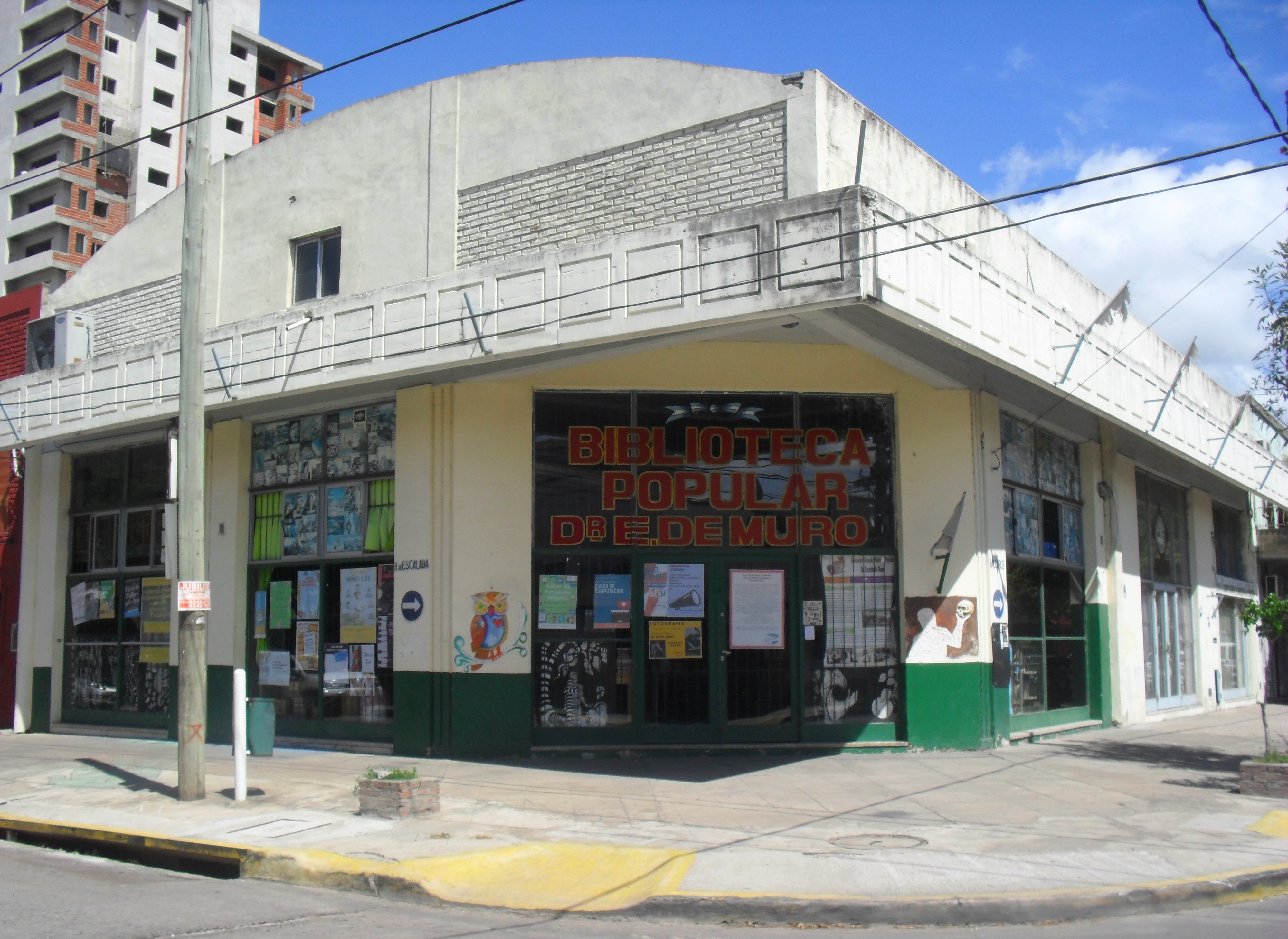
Biblioteca Popular "Dr. E. de Muro".
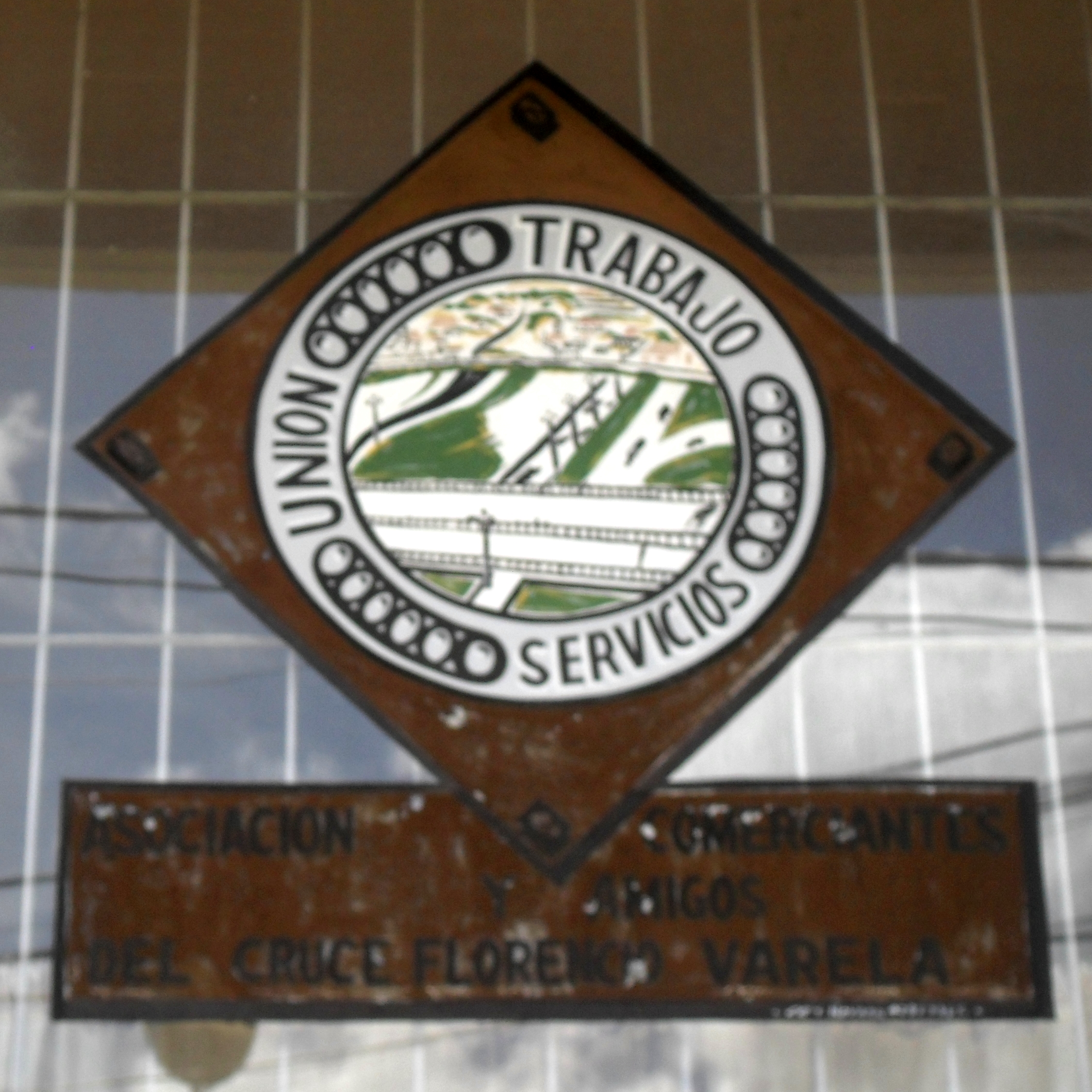
Asociación Comerciantes y Amigos del Cruce Florencio Varela.
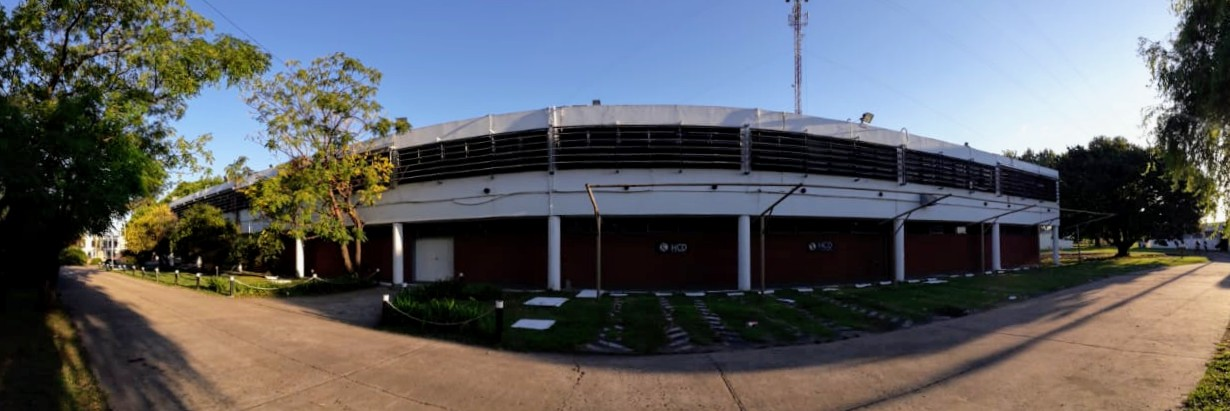
Concejo deliberante de Florencio Varela.
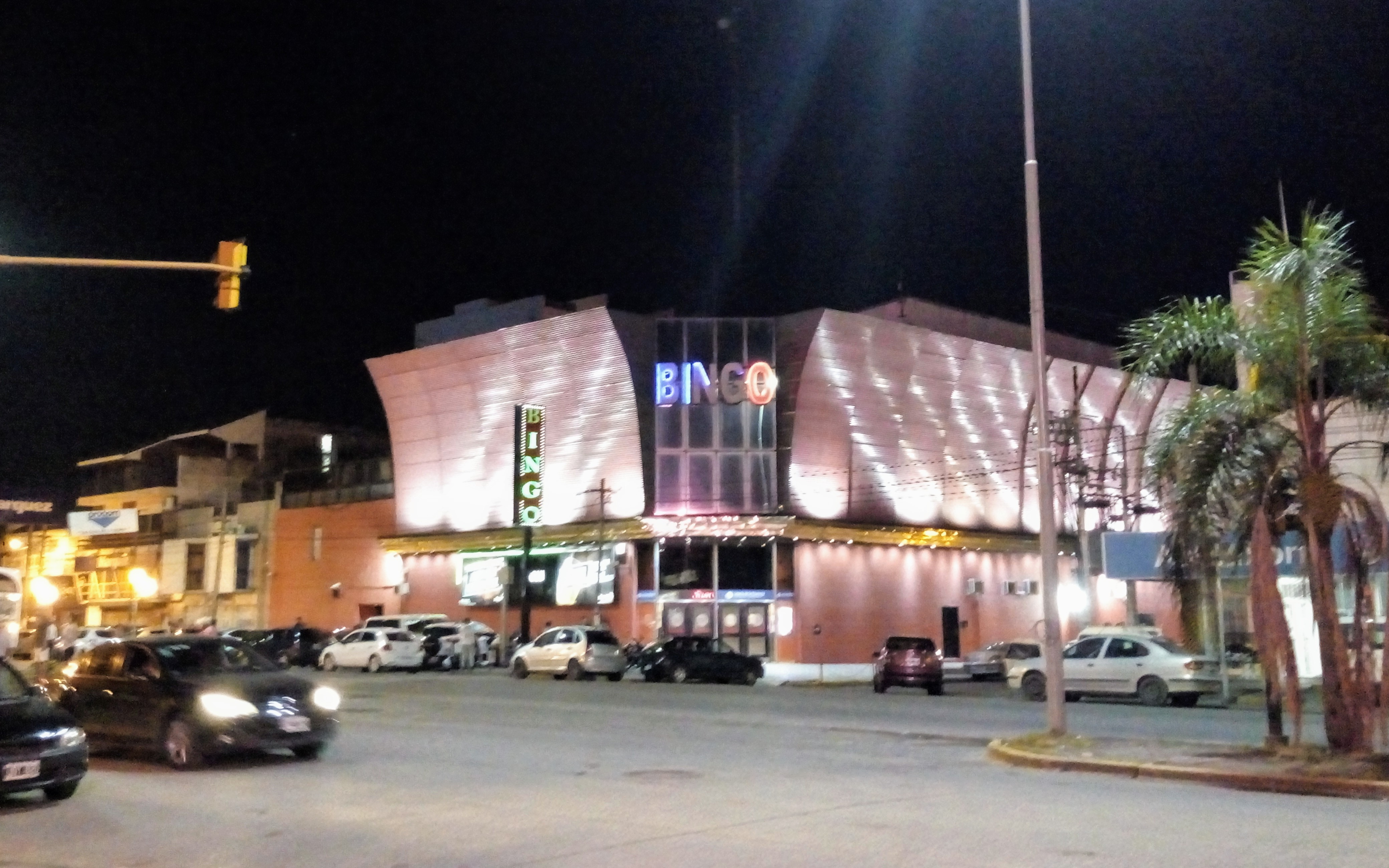
Bingo "Begui 2".
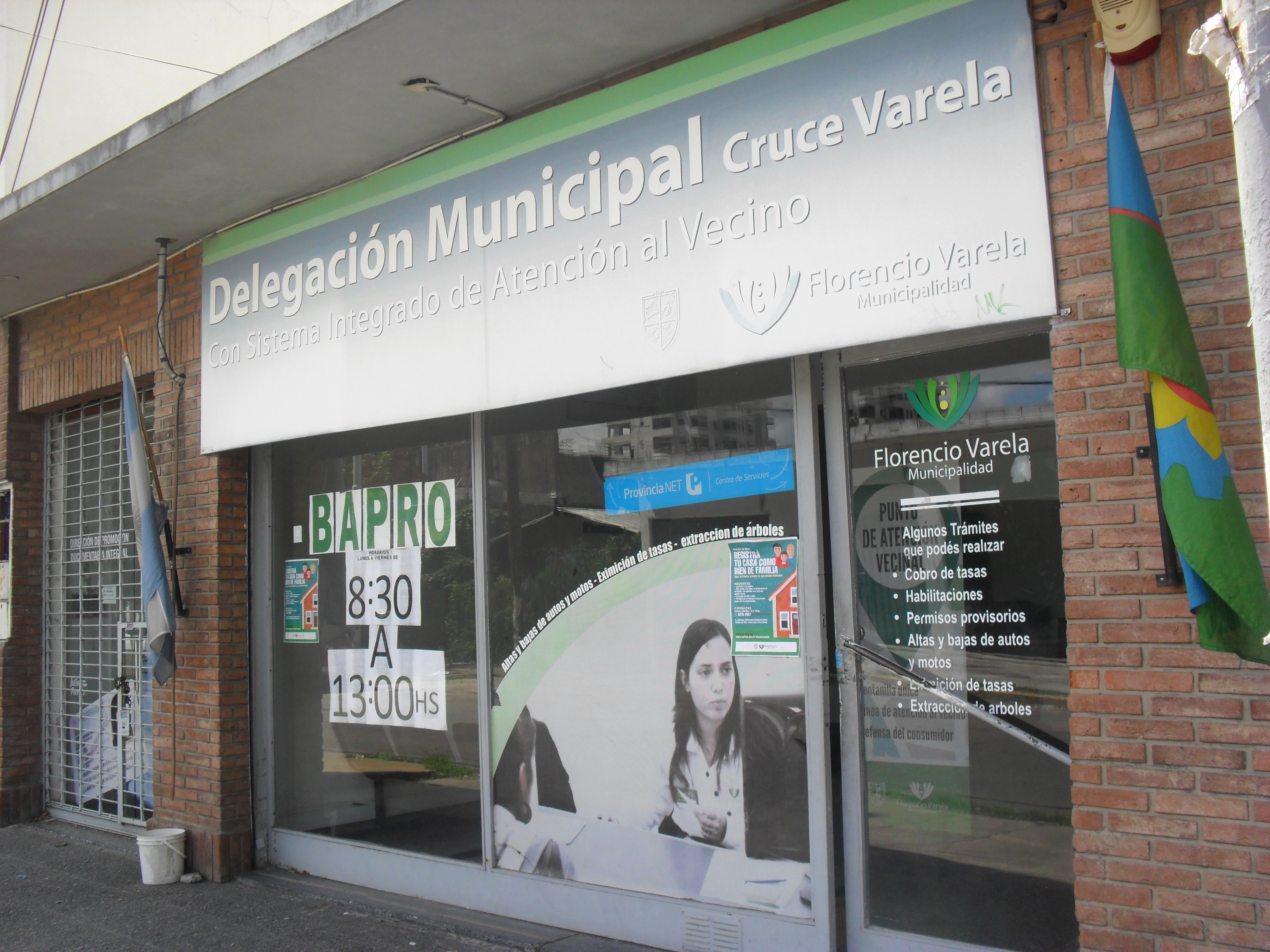
Delegación Municipal Cruce Varela.
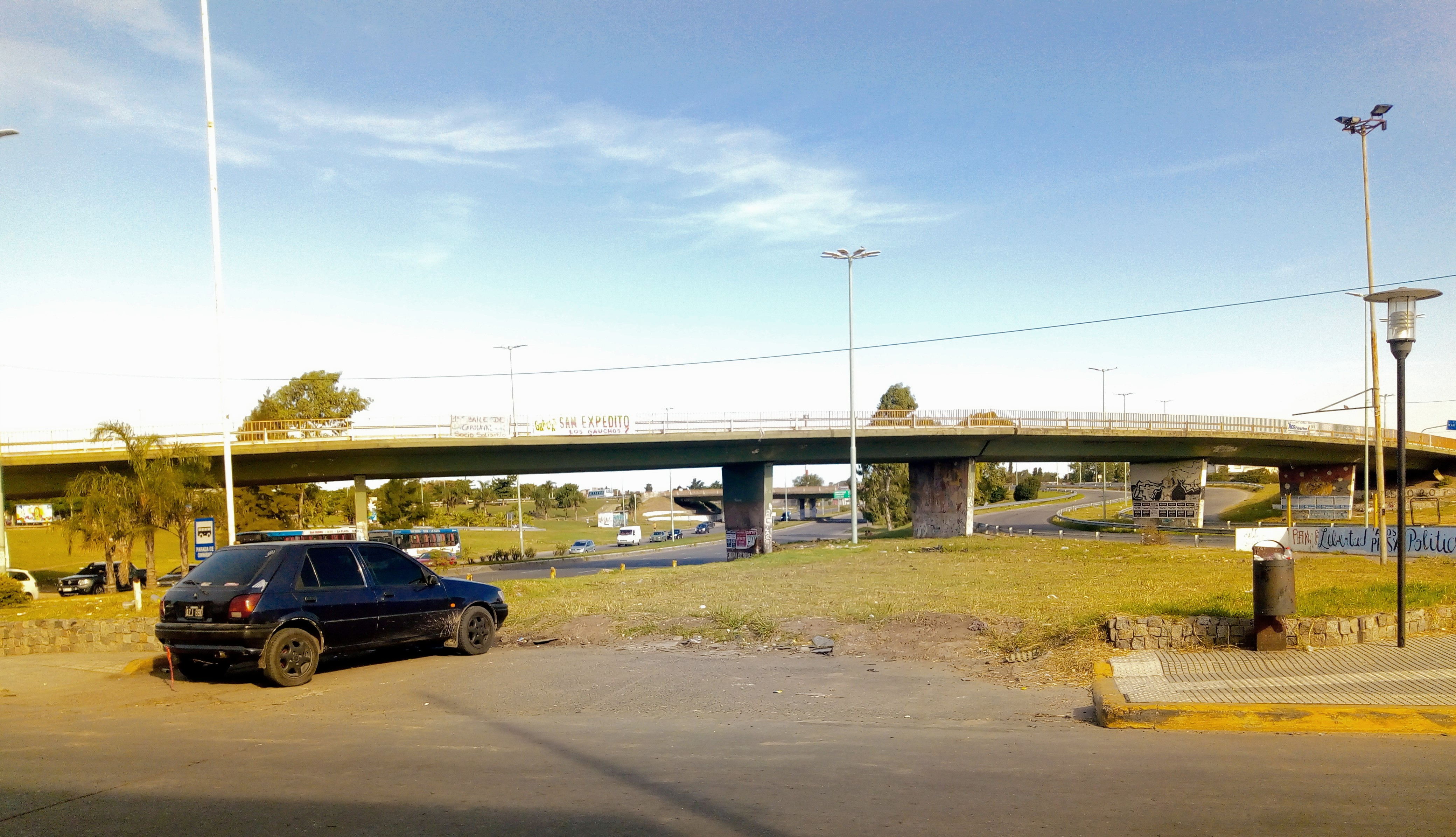
Vista de los puentes del Cruce Varela desde Hipólito Yrigoyen entre Cno. Gral. Belgrano y Av. Calchaquí.
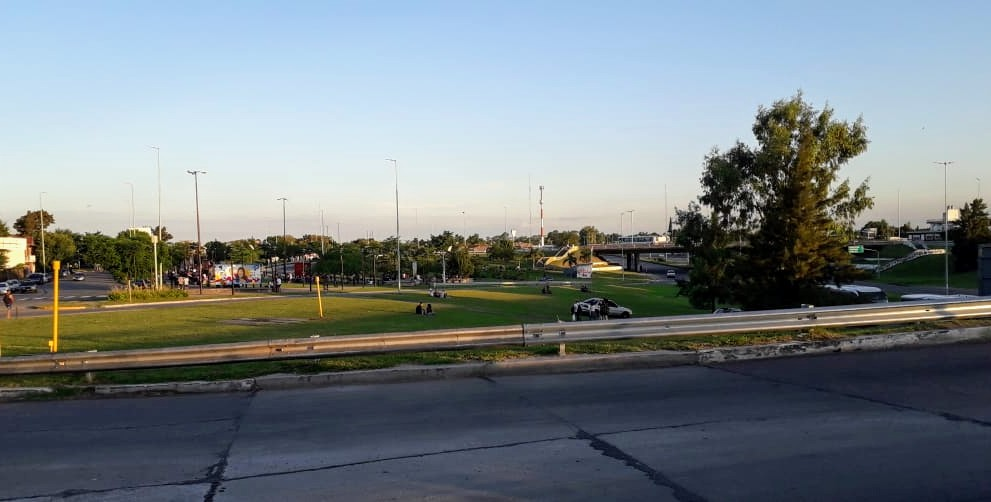
Vista del Paseo de la Memoria desde uno de los puentes.
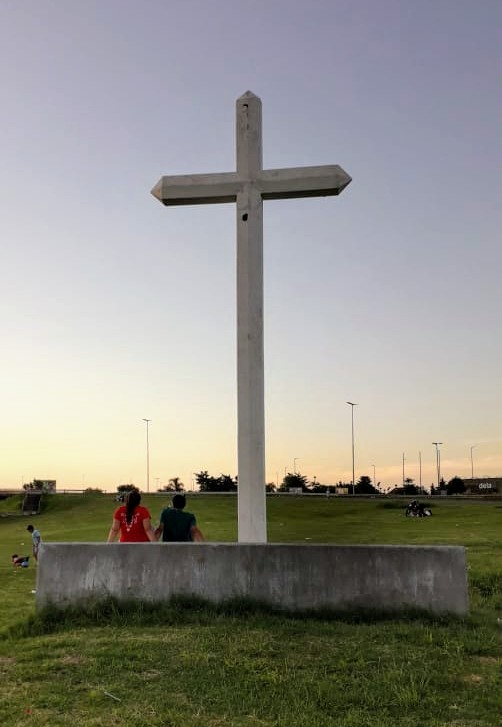
Cruz ubicada en un espacio verde al lado de la Av. Calchaquí.